# Ausone
Nella mitologia greca, Ausone o Ausonio era il re di un popolo italico, gli Ausoni. 

## Mito
Il padre di Ausone era Ulisse, l'eroe protagonista dell'Odissea, mentre la madre era la maga Circe oppure la ninfa Calipso.
Ausone in seguito ebbe un figlio chiamato Liparo (che avrebbe dato il nome all'Isola di Lipari).

## Versioni alternative
Secondo l'interpretazione del mito che lo volle figlio di Calipso, Ausonio venne in Italia e diede il suo nome ad una terra chiamata in seguito Ausonia.
Per Strabone (VI 225 vg), Ausone avrebbe fondato la città di Temesa.

### Moderna
- Angela Cerinotti, Miti greci e di roma antica, Prato, Giunti, 2005, ISBN 88-09-04194-1.
- Anna Ferrari, Dizionario di mitologia, Litopres, UTET, 2006, ISBN 88-02-07481-X.
- Anna Maria Carassiti, Dizionario di mitologia classica, Roma, Newton, 2005, ISBN 88-8289-539-4.